# Galaktičko Carstvo
Galaktičko Carstvo je jedna od glavnih frakcija u serijalu Ratovi zvijezda. To je enormna državna tvorevina koju je uspostavio Vrhovni kancelar Palpatine u Osveti Sitha kao zamjenu za Galaktičku Republiku. S Carstvom se prvi put susrećemo u Novoj nadi, a kasnije još, osim u Osveti Sitha, i u filmovima Carstvo uzvraća udarac, Povratak Jedija i Rogue One.
Korijeni Carstva su razjašnjeni u filmovima Klonovi napadaju i Osveta Sitha gdje vidimo kako je on zamijenio Republiku usred velike krize koju je orkestrirao sam Palpatine, tada Vrhovni kancelar. Pri kraju trećeg filma, Palpatine se, optuživši Jedije za veleizdaju, proglasio vrhovnim Carem uz pristanak Galaktičkog, kasnije Carskog Senata. Tom proglašenju se usprotivio jako malen broj senatora. No, Carstvo se već u Novoj nadi pretvorilo u nemilosrdni totalitarni režim koji se bori s pobunjenicima. 